# Bruno Meyer
Bruno Meyer (13 de novembro de 1914 - 16 de Novembro de 1974) foi um piloto alemão da Luftwaffe durante a Segunda Guerra Mundial. Voou 500 missões de combate, nas quais destruiu cerca de 50 tanques inimigos. Depois da guerra pilotou helicópteros.